# Phaeochlaena
Phaeochlaena is een geslacht van vlinders van de familie tandvlinders (Notodontidae), uit de onderfamilie Dioptinae.

## Soorten
- P. amazonica Druce, 1899
- P. bicolor Möschler, 1877
- P. cuprea Schaus, 1906
- P. gyon Fabricius, 1787
- P. hazara Butler, 1871
- P. integra Felder, 1868
- P. solilucis Butler, 1878